# Tuta (geslacht)
Tuta is een geslacht van vlinders van de familie van de tastermotten (Gelechiidae).

## Soorten
- T. absoluta (Meyrick, 1917) - Tomaatmineermot
- T. atriplicella (Kieffer & Jörgensen, 1910)